# .lu
Pour les articles homonymes, voir LU.
.lu est le domaine de premier niveau national réservé au Luxembourg.